# Obrońca roku ÖBL
Obrońca roku ÖBL – nagroda przyznawana corocznie od sezonu 2014/2015 przez Austriacką Bundesligę Koszykówki (Österreichische Basketball Bundesliga), najlepiej broniącemu zawodnikowi rozgrywek zasadniczych ligi.

## Laureaci
| Zawodnik (X) | cyfra w nawiasie oznacza kolejną nagrodę, uzyskaną przez tego samego zawodnika |
| Klub (X)     | oznacza kolejną nagrodę, przyznaną zawodnikowi tego samego klubu               |
|              | kolor oznacza klub, który w tym samym sezonie zdobył mistrzostwo Austrii       |

| Sezon   | Zawodnik                                                                        | Nar.                                                                            | Poz.                                                                            | Zespół                                                                          | Przyp. |
| ------- | ------------------------------------------------------------------------------- | ------------------------------------------------------------------------------- | ------------------------------------------------------------------------------- | ------------------------------------------------------------------------------- | ------ |
| 2014–15 | Moritz Lanegger                                                                 | Austria                                                                         | SG                                                                              | BK Klosterneuburg Dukes                                                         | [ 1 ]  |
| 2015–16 | Christopher Ferguson                                                            | Stany Zjednoczone                                                               | PF/C                                                                            | Oberwart Gunners                                                                | [ 2 ]  |
| 2016–17 | Derek Jackson                                                                   | Stany Zjednoczone                                                               | G                                                                               | Oberwart Gunners (2)                                                            | [ 3 ]  |
| 2017–18 | Marck Coffin                                                                    | Stany Zjednoczone                                                               | G                                                                               | Bulls Kapfenberg                                                                | [ 4 ]  |
| 2018–19 | Benedikt Güttl                                                                  | Austria                                                                         | G                                                                               | Arkadia Traiskirchen Lions                                                      | [ 5 ]  |
| 2019–20 | Nie przyznano z powodu pandemii COVID-19 i przedwczesnego zakończenia rozgrywek | Nie przyznano z powodu pandemii COVID-19 i przedwczesnego zakończenia rozgrywek | Nie przyznano z powodu pandemii COVID-19 i przedwczesnego zakończenia rozgrywek | Nie przyznano z powodu pandemii COVID-19 i przedwczesnego zakończenia rozgrywek |        |
| 2020–21 | Benedikt Güttl (2)                                                              | Austria                                                                         | G                                                                               | Allianz Swans Gmunden                                                           | [ 6 ]  |

## Nagrody według klubu
| Klub                       | Liczba nagród |
| -------------------------- | ------------- |
| Oberwart Gunners           | 2             |
| BK Dukes Klosterneuburg    | 1             |
| Arkadia Traiskirchen Lions | 1             |
| Bulls Kapfenberg           | 1             |
| Allianz Swans Gmunden      | 1             |